# Clare Warren
Clare Warren (née en 1977) est une géologue britannique qui est professeur de sciences de la Terre à l'Open University. Ses recherches portent sur la pétrologie métamorphique et sur la profondeur à laquelle les roches enfouies enregistrent des informations sur leur enfouissement et leur exhumation. Elle reçoit la médaille Dewey de la Société géologique de Londres en 2022.

## Jeunesse et éducation
Warren est étudiante de premier cycle à l'Université d'Oxford, où elle étudie les sciences de la terre. Après avoir obtenu son diplôme, elle part à l'University College de Londres, où elle obtient une maîtrise en hydrogéologie. Elle revient à Oxford pour ses recherches de troisième cycle, où elle enquête sur la marge continentale arabe sous Semail Ophiolite . Après avoir obtenu son diplôme, Warren rejoint à l'Université Dalhousie en tant que boursière Killam.

## Recherche et carrière
Warren rejoint l'Open University en 2011 en tant que boursière postdoctorale avancée du Natural Environment Research Council . Ses premières recherches portent sur la rapidité avec laquelle la croûte continentale indienne est enfouie sous le Tibet . Ce travail l'amène à concentrer sa carrière sur la compréhension des processus qui se produisent lorsque les continents entrent en collision ou que les montagnes se forment . Elle étudie la pétrologie métamorphique, notamment les processus à l'échelle minérale et la tectonique à grande échelle. Cela inclus l'étude de la diffusion d'argon  et des roches de métamorphisme à ultra-haute pression (UHP). Ses travaux sur l'exhumation des roches UHP permettent d'identifier de nouveaux mécanismes .
Warren dirige l'Open University Dynamic Earth Research Group . Elle est nommée professeur de géologie métamorphique en 2020 .
Elle reçoit la Médaille Dewey de la Société géologique de Londres en 2022 

## Publications
- (en) C.J. Warren, C. Beaumont et R.A. Jamieson, « Modelling tectonic styles and ultra-high pressure (UHP) rock exhumation during the transition from oceanic subduction to continental collision », Earth and Planetary Science Letters, Elsevier, vol. 267, nos 1-2,‎ mars 2008, p. 129-145 (ISSN 0012-821X et 1385-013X, OCLC 1567193, DOI 10.1016/J.EPSL.2007.11.025).
- (en) Clare J. Warren, Randall R. Parrish, David J. Waters et Michael P. Searle, « Dating the geologic history of Oman’s Semail ophiolite: insights from U-Pb geochronology », Contributions to Mineralogy and Petrology, Springer Science+Business Media, vol. 150, no 4,‎ 27 septembre 2005, p. 403-422 (ISSN 0010-7999 et 1432-0967, OCLC 39974874, DOI 10.1007/S00410-005-0028-5).
- (en) M.P Searle, C.J Warren, D.J Waters et R.R Parrish, « Structural evolution, metamorphism and restoration of the Arabian continental margin, Saih Hatat region, Oman Mountains », Journal of Structural Geology, Elsevier, vol. 26, no 3,‎ mars 2004, p. 451-473 (ISSN 0191-8141 et 1873-1201, OCLC 4967864, DOI 10.1016/J.JSG.2003.08.005).
- B. W. D. Yardley et Clare Warren, An introduction to metamorphic petrology, Cambridge, 2, 2021 (ISBN 978-1-108-65955-0, OCLC 1226719524, lire en ligne)